# Catholiques réformateurs
 (mars 2013).
 (mars 2023).
- Si vous ne connaissez pas le sujet, laissez ce bandeau (vous pouvez alors contacter les auteurs).
- Si vous supprimez le contenu mis en cause (vous pouvez préalablement contacter les auteurs),

argumentez précisément cette suppression dans la page de discussion
(un manque de référence n'est pas un argument ; une recherche réelle de référence doit avoir été effectuée, être formellement documentée).
Les catholiques réformateurs[réf. nécessaire], ou catholiques critiques,, sont des chrétiens se réclamant du catholicisme, mais défendant des idées ouvertes en matière de mœurs et de doctrine, pouvant contredire les positions du Magistère de l'Église catholique. L'historien du catholicisme Xavier de Montclos identifie un courant réformateur catholique dans les « personnalités ou groupes d'obédience catholique qui ont cherché à réformer l'Église dans son fonctionnement interne, en un mot dans sa constitution ».
Pour désigner ce courant, le terme de réformateurs semble préférable à celui de progressistes.[réf. nécessaire] Ce dernier est plus connoté historiquement en raison de l'existence jadis en France d'une Union des chrétiens progressistes qui cherchait à concilier foi catholique et engagement politique aux côtés des communistes dans les années 1950. De manière générale, il n’existe pas aujourd’hui de coïncidence absolue entre le vote politique et le catholicisme réformateur. Le pôle éclaté des catholiques réformateurs dépasse donc le groupe des catholiques votant à gauche. Des catholiques portant leurs suffrages à gauche ou à l’extrême-gauche ne sont pas nécessairement réformateurs, et vice versa.
L'appréhension idéologique de ces mouvements reste délicate. Il existe des difficultés à qualifier l'appartenance de ces catholiques à l'Église romaine. Les catholiques qui gravitent autour de ces mouvements partagent le désir de réformer certains aspects du catholicisme médiéval et tridentin, non en opérant une coupure effective avec leur confession ce qui les entraînerait du côté du protestantisme, mais en faisant émerger une nouvelle façon de vivre leur foi catholique dans les sociétés démocratiques et l'espace mondialisé. Leurs rapports avec l'institution sont très variables. Des catholiques, faisant partie de ces mouvements, peuvent avoir des responsabilités locales dans leur Église et conserver une forte appartenance sociologique au catholicisme. Néanmoins, les mouvements entretiennent souvent des rapports difficiles avec les évêques et le pape qui leur reprochent d'attenter à l'unité de l'Église et de dévoyer son message. Pour certains sociologues, il s'agit plutôt d'une marge du catholicisme qui participerait à son pluralisme interne.

## Histoire
Dans le catholicisme réformateur, il convient de distinguer plusieurs étapes chronologiques, dans des contextes historiques différents de flux et de reflux à l'époque contemporaine[réf. nécessaire], mais un événement est central dans leur histoire et leur référence idéologique : le moment du Concile Vatican II (1962-1965). Il apparaît comme un événement charnière. En mettant en avant la dimension d'une Église définie comme le « Peuple de Dieu » et en insistant sur la responsabilité des laïcs dans la vie de leur Église, le Concile a réveillé un certain nombre d'aspirations réformatrices qui jusque lors avaient été présentes mais toujours contenues par l'institution romaine. Vatican II a donné l’occasion à des forces centrifuges du catholicisme de s’exprimer et de s’organiser. Les mouvements catholiques réformateurs émergent sous l’égide de personnalités, sans que l’une ou l’autre de celles-ci apparaisse chef de file exclusif, parfois autour de groupes ou de mouvements qui ont joué un rôle dès l’avant-Concile Vatican II, tel l'éditeur parisien Temps présent ou l'association Vie Nouvelle créée en 1947 dans l'inspiration de la pensée d'Emmanuel Mounier. Quelques-uns sont les héritiers du catholicisme libéral, d’autres du catholicisme social.

### Un courant qui se cherche avant Vatican II
Le catholicisme réformateur[réf. nécessaire] se distingue de l'anti-romanisme de l'époque moderne et contemporaine au sens où il ne se contente pas de critiquer les excès de la centralité romaine. 

### Un courant qui se structure après Vatican II
Le courant « réformateur » au sein de l'Église romaine[réf. nécessaire] connaît un regain à la suite du Concile Vatican II, ouvert en octobre 1962. En quelques années, des questions, en suspens ou en débat depuis des décennies, sont tranchées dans un sens ouvert par les pères conciliaires que ce soit la déclaration sur la liberté religieuse, le pluralisme religieux et le dialogue avec les autres religions ainsi que l'œcuménisme auquel il contraint, la reconnaissance de l'autonomie du laïcat ainsi que des nouvelles perspectives pour aborder les écritures saintes.
Toutefois, certains considèrent que la « fenêtre ouverte » s'est refermée comme une parenthèse, notamment à travers les textes de Jean-Paul II et de Benoît XVI.

#### Le mouvement Échanges et dialogue (1968-1975)
La première grande contestation des catholiques réformistes se porte sur le sacerdoce et le statut des prêtres. À l'automne 1968, un groupe de cinquante prêtres français, réunis au sein d'un groupe s'intitulant Échanges et Dialogue, dénonce « le retard mis à instaurer un nouveau style de vie sacerdotale ». Les prêtres contestataires remettent en cause l'encyclique Sacerdotalis caelibatus (24 juin 1967) de Paul VI qui avait réaffirmé les traits classiques du sacerdoce catholique : discipline du célibat, différence d'état avec les laïcs et mise à l'écart de l'engagement politique ou syndical. Au nom d'une conception qu’il considère comme plus réaliste de la psychologie et de l'affectivité humaine, les prêtres d'Échanges et dialogue souhaitent abolir la discipline obligatoire du célibat. L'épiscopat français, tout en reconnaissant la légitimité de certaines questions posées par le mouvement, refuse de dialoguer avec lui, mais seulement avec des prêtres. La session plénière de la Conférence des Évêques de France de l'automne 1969 est suivie d'une rencontre à Lourdes entre les évêques et les représentants du clergé paroissial. Elle aboutit sur plusieurs motions. Mais les questions du travail et du célibat, de manière générale, tout ce qui relève d'une théologie du sacerdoce, sont laissés de côté. Les thèmes évoqués concernent seulement les rapports avec l'évêque, la mise en place des conseils presbytéraux, les rémunérations et les retraites. Le mouvement poursuit son action, notamment à travers des rencontres nationales et un bulletin, sans parvenir à obtenir un geste de la hiérarchie avant de se dissoudre en 1975.

#### La Communauté du diaconat de France
Le Concile avait réinstauré une forme documentée dans l'Église primitive de ministère ; celui du diacre permanent. Ce dernier a pour caractéristique d'être ouvert aux hommes mariés. Le diacre lyonnais René Scheller organise autour de lui un mouvement de réflexion sur le diaconat : la Communauté du diaconat de France créée en 1964 sur le modèle d'un groupe allemand similaire basé à Fribourg. Il devient un pôle original de réflexion sur le sacerdoce en France. Le groupe se constitue comme un organe original d'expression des tendances réformatrices du catholicisme, notamment dans sa revue et les rencontres qu’il organise. L'épiscopat français ne reste pas sans réagir. Au début des années 1970, il amorce une reprise en main des mouvements de diacre et commence à isoler l'équipe lyonnaise.

#### Femmes et Hommes dans l'Église (FHE) (1969), devenu FHEDLES
En 1969, naît à Paris et à Bruxelles le groupe international Femmes et Hommes dans l'Église.
Femmes et Hommes en Église est membre fondateur de la Fédération des Réseaux du Parvis en 1999, membre du Réseau européen Églises et Libertés, et de la Coordination française pour le lobby européen des femmes (CLEF) par laquelle elle participe à la commission « Lutte contre les extrémismes religieux ».

#### Les communautés de base
Indissociables des années 1970, les Communautés de base sont une autre matrice de la contestation catholique. La communauté de base est un petit groupe (5 à 20 membres, parfois plus) qui nait de manière plus ou moins spontanée. La vie commune n'est pas nécessaire, et si elle existe parfois, il s'agit bien souvent de rencontres hebdomadaires ou mensuelles. Les communautés de base peuvent apparaître à la marge d'une paroisse ou d'un groupe d'Action catholique. Le phénomène touche également les congrégations religieuses engagées dans un processus de renouvellement depuis le Concile. L'abbaye de Boquen autour de la figure de Bernard Besret, les couvents des dominicains de la Sainte-Baume dans le Var ou de la Tourette dans le Rhône ou Saint-Jacques à Paris connaissent des expérimentations de communautés nouvelles. Le mouvement La Vie nouvelle peut servir d'inspiration et jouer le rôle de carrefour d'expériences.
Sur le moment, on s'interroge sur la façon dont ces expériences pourraient renouveler la vie paroissiale. En mai 1971, le Centre de Recherche et de Documentation des Institutions Chrétiennes (CERDIC) organise une rencontre à Strasbourg autour du thème des « groupes informels dans l'Église ». En novembre 1972, l'assemblée plénière de la Conférence des Évêques de France consacre une partie de ses travaux aux communautés de base. L'épiscopat français semble alors à la fois sensible au dynamisme que représentent ces nouvelles communautés et inquiet face la dynamique critique qui émanent de ces dernières et aux célébrations en petits groupes de la messe. Un texte de la commission épiscopale de la liturgie de 1970 précise d’ailleurs les conditions de célébrations. En 1975, le bulletin de la Congrégation romaine pour les religieux et les instituts séculiers publie un article, en français, sévère contre les « petites communautés » à qui on reproche la dispersion des efforts au moment de la chute des vocations, les risques pesant sur la discipline des religieux s'y associant et le climat anti-hiérarchique qu'elles entretiennent.

#### Le Manifeste de la Liberté chrétienne et Droits et Libertés dans les Églises (DLE) (1975)
À la Pâques 1975, un groupe de religieux dominicains entouré par des laïcs, publie un texte dans le Monde sous la forme d’un manifeste (22 mars 1975). Parmi eux, on trouve le prêtre Gérard Bessière, ancien aumônier national des Équipes enseignantes de la paroisse universitaire et journaliste à La Vie, le dominicain Hervé Legrand, théologien spécialiste d’ecclésiologie enseignant à l’Institut Catholique de Paris, ou encore le dominicain et philosophe Bernard Quelquejeu. Ce texte veut poser les principes des « droits fondamentaux des chrétiens ». S’inspirant des grandes déclarations des droits humains, le texte affirme les droits du chrétien à être chez lui dans l’Église, d’avoir accès aux sacrements, d’être libre de penser et de vivre selon ses convictions, de faire de la théologie, de susciter des communautés, de prier, etc. Le texte se présente comme « provisoire, amendable et améliorable ». Il fédère rapidement des groupes qui s’organisent en une association intitulée Droits et Libertés dans les Églises.

#### David et Jonathan, christianisme et homophilie (1972)
En décembre 1971, l’organisation « homophile » Arcadie organise une table-ronde avec des représentants des Églises chrétiennes sur le thème « Christianisme et homophilie ». Se structure en janvier 1972, un groupe intitulé « Christianisme et homophilie » qui dispose d’un bulletin de liaison. En fait, dès l’entre-deux-guerres, l’abbé Max Lionnet sensible à la détresse des personnes homosexuelles reçues en confession orientait vers André Baudry, fondateur d’Arcadie (groupe), celles qui souhaitaient disposer de groupe de parole et de soutien. En 1974, le groupe devient un mouvement national avec des antennes locales. À Paris, il se divise entre le « groupe Saint-Germain », qui se retrouve au 4, Rue de l’Abbaye dans le quartier de Saint-Germain dans un local de l’Institut Catholique de Paris, et l’« atelier Béthanie » inspiré clairement par Vatican II. Le 18 janvier 1976, le mouvement dénonce dans un communiqué le contenu du document Persona humana. Il s’agit de la première prise de position publique connue en France d’opposition à la morale catholique de l’homosexualité reposant sur des arguments de type scripturaire et théologique. Ce n’est qu’en 1977 que le mouvement prend le nom de « David et Jonathan, christianisme et homophilie », rapidement raccourci en « David et Jonathan », nom venant de plusieurs passages de l’Ancien Testament évoquant l’amitié forte unissant le fils du roi Saül, Jonathan, et le futur roi David. Cette amitié est souvent vue comme l’expression d’un amour entre deux hommes par les mouvements homosexuels contemporains.
La deuxième partie du pontificat de Jean-Paul II est en effet marquée par une série de textes et d’encycliques qui écartent de l’ordre du jour les aspirations catholiques réformatrices ayant éclos au moment du Concile. Le pape, avec l'assistance intellectuelle de Josef Ratzinger, le pro-préfet de congrégation pour la Doctrine de Foi, édite une série de textes marquées par de grandes constantes :
- la réaffirmation de l’objectivité et de l’invariabilité des éléments de doctrine morale catholique dans l’encyclique Veritatis splendor[26] de 1993 et l’encyclique Evangelium Vitæ[27] de 1995. Cette dernière maintient, entre autres, la condamnation de la contraception chimique contenue dans l’encyclique Humanae Vitæ de 1968 dont la mémoire est douloureuse chez les catholiques critiques depuis les années soixante. Le traitement éthique de l’homosexualité ne change pas. Elle est toujours présentée dans le Catéchisme de 1992 comme une forme d’actes « graves et intrinsèquement désordonnés »[28].
- la mise à l’écart quasi-définitive d’une réforme des ministères de l’agenda catholique, notamment en ce qui concerne l’ordination des femmes, par exemple à travers la lettre Ordinatio sacerdotalis[29] de 1994. L’organisation des ministères est présentée comme immuable et faisant partie du dépôt de la foi reçue par les apôtres et devant être défendue par le pape.
- la réaffirmation d’une vision limitée anti-relativiste de l’œcuménisme par la déclaration Dominus Iesus[30] qui postule d’une Église catholique romaine comme seule source de salut pour l’humanité et de l'unique continuité historique entre l’Église instituée par le Christ et l’Église catholique.

#### La Fédération des Réseaux du Parvis (1999) et la Revue des Parvis
La Fédération des Réseaux du Parvis établit en 1999 pour la première une fois une coordination entre les mouvements français survivants des années 1960 et 1970 et les nouveaux venus des crises des années 1990. À son origine, on trouve le groupe féministe chrétien Femmes et Hommes dans l’Église, devenu entre-temps Femmes et Hommes en Église (en 1994), le mouvement homosexuel chrétien David et Jonathan ainsi que le groupe Droits et Libertés dans les Églises. S’agrègent rapidement la Mouvance Parténia, NSAE, des mouvements d’Action catholique spécialisée comme la Jeunesse étudiante chrétienne (JEC) ou d’anciens de l’Action catholique spécialisée comme les Chrétiens en classe ouvrière de Caen, ou bien encore des mouvements au rayonnement plus local comme les groupes Jonas d’Alsace et des Vosges. Le mouvement bénéficie des locaux de l’éditeur Temps Présent dans le VIe arrondissement de Paris. Le « 68 Rue de Babylone » devient un lieu important de rencontres entre les mouvements. La coordination prend surtout la forme d’une publication : la Revue des Réseaux du Parvis, dont la rédaction est assurée tour à tour par une des associations de la fédération. Les assemblées générales constituent l’autre temps fort de la vie des réseaux.

#### Le Réseau européen Églises et Libertés (1991)
Si des mouvements catholiques réformateurs existent depuis les années 1960 et 1970 dans toute l’Europe, l’idée d’un réseau met du temps à avancer et à se concrétiser. Il faut la rencontre personnelle entre Hubert Tournès (cofondateur et l’un des premiers présidents) de Droits et Libertés dans les Églises, Gerd Wild, membre du mouvement allemand Initiative Christenrechte in der Kirche ainsi que des membres de mouvements néerlandais. En 1990, une conférence européenne « pour les droits et les libertés dans l’Église » est organisée à Huissen aux Pays-Bas. Lors de la deuxième conférence d’Eschborn en Allemagne en 1991 un réseau intitulé « Églises et Liberté » se met en place. En 1996, une charte, amendée à plusieurs reprises depuis, est mise au point. Le réseau, dans un premier temps, se concentre beaucoup sur des problèmes internes à l’Église catholique et rejoint beaucoup le mouvement international naissant « We are Church ». Néanmoins, il évolue lentement vers une problématique plus spécifique : la place des acteurs confessionnels dans le processus de construction européenne. Le contexte de préparation du Traité Constitutionnel Européen (TCE) ainsi que la tenue des Forums Sociaux Européens donne différentes occasions aux membres des réseaux de s’exprimer sur les droits humains ainsi que de la solidarité au nom d’un idéal contenu dans les Évangiles. Dès cette époque, le réseau amorce une évolution qui le caractérise depuis, vers une forme de lobbying s’appuyant sur les institutions européennes.

#### Le caractère multiforme et international d’une contestation
Les années 2000 et 2010 voient apparaître, non seulement en France, une série d’initiatives ou de mouvements de contestations au sein du catholicisme qui sont à rapprocher du courant réformateur. Les thèmes de l’exercice de l’autorité, de la place des femmes et questions d’éthique y reviennent de manière récurrente :
- en Autriche, Helmut Schüller, ancien vicaire, appelle publiquement en juin 2011 à l'ordination d'hommes mariés et de femmes ainsi qu’à la célébration d’eucharistie en l’absence de prêtres[34]. Son appel reçoit l’aval de 329 prêtres autrichiens et le cardinal-archevêques de Vienne, Christoph Schönborn, rappelle les signataires à leur devoir d’obéissance de la hiérarchie. Le mouvement reçoit également un écho dans le sud de l’Allemagne où une trentaine de prêtres du diocèse de Passau ont formé un groupe qui défend des positions similaires au mouvement autrichien[35].
- en Irlande, l'Association of Catholic Priests (en) se donne pour but de développer pleinement « la vision et l’enseignement du Concile Vatican II » entendue comme « la primauté de la conscience individuelle, le statut et la participation active de tous les baptisés, la tâche d’établir une Église où tous les croyants seront traités à l’égalité »[36]. L’association revendique 540 membres, soit plus de 10 % des 4 700 prêtres irlandais (3 100 diocésains et 1 600 religieux)[37].
- en Belgique, une pétition intitulée « les croyants prennent la parole » recueille la signature de 8 200 prêtres[38]. Le texte appelle à des changements dans l’Église, notamment en ce qui concerne l’interdiction faite aux divorcés-remariés de communier, mais également l’ordination des prêtres mariés ou des femmes.